# دی۱
دی۱ (انگلیسی: D1) ساختمان مسکونی ۷۸ طبقه مستقر در شهر دبی، امارات متحده عربی است، که در سال ۲۰۱۵ احداث گردید.